# The Emptiness
The Emptiness – trzeci album studyjny post-hardcore'owego zespołu Alesana, wydany 26 stycznia 2010 roku. Zadebiutował na 68. miejscu listy Billboard 200.

## Lista utworów
| Nr  | Tytuł                                      | Długość |
| --- | ------------------------------------------ | ------- |
| 1.  | "Curse of the Virgin Canvas/Interlude One" | 4:48    |
| 2.  | "The Artist"                               | 3:46    |
| 3.  | "A Lunatic's Lament/Interlude Two"         | 4:04    |
| 4.  | "The Murderer"                             | 4:32    |
| 5.  | "Hymn for the Shameless"                   | 5:38    |
| 6.  | "The Thespian"                             | 3:57    |
| 7.  | "Interlude Three"                          | 0:46    |
| 8.  | "Heavy Hangs the Albatross"                | 3:51    |
| 9.  | "The Lover"                                | 3:24    |
| 10. | "In Her Tomb By the Sounding Sea"          | 3:41    |
| 11. | "To Be Scared by an Owl"                   | 3:10    |
| 12. | "Interlude Four"                           | 1:01    |
| 13. | "Annabel"                                  | 7:18    |

- "You'd be Way Cuter in a Coffin" był orginally tytuł dla "Curse of the Virgin Canvas".[12]
- "In Her Tomb by the Sounding Sea"'s tytuł pochodzi z ostatniej linii z Edgar Allan Poe's "Annabel Lee".[13]

## Teledysk
- "The Thespian" został nakręcony podczas zimy w 2009, a został wydany 17 marca, 2010 roku.